# پنیر برا
پنیر برا ایتالیایی از شهر برا در استان کونئو در منطقه پیه‌مونته سرچشمه می‌گیرد.
تولید برا ممکن است در تمام سال انجام شود، اما ممکن است فقط به صورت قانونی در استان کونیو انجام شود. با این حال، رسیدن پنیر ممکن است در ویلافرانکا، در استان تورین نیز رخ دهد.
پنیر ممکن است از شیر غیر پاستوریزه یا پاستوریزه استفاده کند، اغلب شیر کاملاً گاو، اما شیر بز یا گوسفند ممکن است در مقادیر کم اضافه شود. بسته به مدت زمان کهنه شدن، ممکن است به عنوان پنیر نرم یا سفت سرو شود، از حداقل ۴۵ روز برای پنیر نرم تا شش ماه برای پنیر سفت.
برا طبق قوانین اروپا دارای وضعیت PDO است.